# Анте Трумбич
Анте Трумбич (хорв. Ante Trumbić; 17 травня 1864, Спліт — 17 листопада 1938, Загреб) — югославський адвокат і політик хорватського походження.

## Біографія
Народився в місті Спліт, що в ті часи входило до складу Королівства Далмація. Вивчав юриспруденцію в Загребі, Відні та Граці (тут він отримав ступінь доктора у 1890). Працював адвокатом, у 1905 обійняв посаду міського голови Спліта. Підтримував реформи в південнослов'янських провінціях Австро-Угорщини, серед яких було об'єднання Далмації з Королівством Хорватії і Славонії.
Після замаху на Франца Фердинанда в Сараєво та вторгнення Австро-Угорщини в Сербію Трумбич став лідером югославських націоналістів у роки Першої світової війни та очолив Югослов'янський комітет, який підтримував Антанту, сподіваючись на сприяння у створенні незалежної держави Югославії. Трумбич домовився з прем'єр-міністром Сербії Ніколою Пашичем про підтримку Сербією створення Югославії, що було оформлено у вигляді Корфської декларації, ухваленої 20 липня 1917, яка стала передтечею створення Держави Словенців, Хорватів і Сербів під головуванням сербської династії Карагеоргієвичів.
У 1918 Трумбич очолив міністерство закордонних справ у першому уряді Королівства Сербів, Хорватів і Словенців. На Версальській конференції після Першої світової війни він виразив від імені Югославії занепокоєння територіальними претензіями Італії на Далмацію (Італія тимчасово відмовилася від них у 1920, однак усе ж до них повернулася за часів Беніто Муссоліні).
Не дивлячись на підтримку єдиної Югославії, Трумбич виступив проти Відовданської конституції, оскільки вважав її надто централістською та такою, що забезпечує сербам гегемонію на теренах Югославії. Трумбич був одним із тих, хто проголосував проти конституції на фоні широкого бойкоту Національних зборів опозиційними партіями. Він неухильно розчаровувався в уряді Югославії, бачачи в ньому домінування сербів. Востаннє був обраний до уряду у 1927 від Хорватського блоку — разом з Анте Павеличем.
У 1929 король Олександр I Карагеоргієвич, заявивши, що покладе кінець перманентним суперечкам між представниками Сербії та Хорватії, здійснив державний переворот, заборонивши всі політичні партії та виключивши вживання етнонімів серб і хорват. Він офіційно присвоїв державі назву Югославія та скасував конституцію, встановивши пряму диктатуру. Трумбич за таких умов пішов у відставку. Король поділив Хорватію і Славонію та Далмацію на області, а потім — на бановини на противагу реформам, яких прагнув Трумбич. У вересні 1932 в інтерв'ю The Manchester Guardian Трумбич задавався питанням — чи відокремиться Хорватія від Югославії й чи укладе вона після цього союз із Австрією. В листопаді 1932 Трумбич був редактором Загребських пунктів — резолюції, що являла собою ряд позицій, сформульованих селянсько-демократичною коаліцією проти гегемонії сербів.
Після арешту лідера Хорватської селянської партії Владко Мачека у квітні 1933 Трумбич та Йосип Предавець очолили партію. Після замаху на Предавця, що був здійснений 14 липня, Трумбич очолював Хорватську селянську партію протягом періоду, коли Мачек залишався поза політикою.
Згідно з Генрі Поцці, Трумбич згодом жалкував стосовно розпаду Австро-Угорщини, оскільки Югославія, у створенні якої він брав участь, довела свою нездатність прийняти реформи, які він намагався впровадити.